# Патриция (лунный кратер)
Кратер Патриция (лат. Patricia) — маленькая впадина на видимой стороне Луны. Расположена на краю Моря Дождей, около пика Брэдли в горах Апеннины. Название дано по английскому женскому имени и утверждено Международным астрономическим союзом в 1976 г.

## Описание кратера
Ближайшими соседями кратера являются кратеры Анн и Майкл на северо-западе. С юго-восточным концом Патриции соединяется борозда Брэдли. Селенографические координаты центра кратера — 24°55′ с. ш. 0°30′ в. д. / 24,91° с. ш. 0,5° в. д., размер — 11,5×1,5 км.
Как и несколько соседних впадин, Патриция имеет удлинённую форму и тянется параллельно ряду ещё более длинных борозд, проходящих неподалёку. Лишь соединяющаяся с ней борозда Брэдли идёт почти перпендикулярно им.

## Сателлитные кратеры
Отсутствуют.